# 창원중앙중학교
창원중앙중학교(昌原中央中學校)는 대한민국 경상남도 창원시 성산구 반지동에 있는 공립 중학교이다.

## 학교 연혁
- 1988년 1월 13일 : 창원중앙중학교 5학급 설립인가
- 1988년 3월 5일 : 개교 및 제1회 입학식(270명)
- 2021년 12월 29일 : 제32회 졸업식(67명) 누계 11,542명
- 2022년 3월 2일 : 제16대 김재길 교장 취임
- 2023년 3월 2일 : 제36회 입학식(1학년 70명 입학)

## 참고 자료
- 창원중앙중학교 - 한국교육학술정보원 학교알리미